# Championnats panaméricains de cyclisme de 2006
Navigation
Championnats panaméricains 2005 Championnats panaméricains 2007
Les Championnats panaméricains de cyclisme sont les championnats continentaux annuels de cyclisme sur route et sur piste pour les pays membres de la Confédération panaméricaine de cyclisme. 
Les compétitions se déroulent du 4 au 11 juin dans l'État de São Paulo, au Brésil. Le 4 juin, se disputent les courses en ligne à Indaiatuba et deux jours plus tard, les contre-la-montre individuels à Cabreúva. Du 8 au 11 juin, les épreuves sur piste se déroulent sur le vélodrome municipal “Agenor Moraes da Silva - Zague” de Caieiras. 
Des coureurs cyclistes de dix-neuf pays viennent chercher leur qualification pour les prochains Jeux panaméricains.

## Podiums

### Cyclisme sur route
| Épreuves                                | Or              | Argent               | Bronze               |
| --------------------------------------- | --------------- | -------------------- | -------------------- |
| Compétitions masculines élite           |                 |                      |                      |
| Course en ligne                         | José Serpa      | Breno Sidoti         | Alex Diniz           |
| Contre-la-montre                        | Pedro Nicácio   | Magno Nazaret        | Eric Wohlberg        |
| Compétitions masculines moins de 23 ans |                 |                      |                      |
| Course en ligne                         | Alex Diniz      | Tiago Fiorilli       | Artur García         |
| Contre-la-montre                        | Magno Nazaret   | Bradley Fairall      | Federico Pagani      |
| Compétitions féminines                  |                 |                      |                      |
| Course en ligne                         | Yumari González | Kori Kelley-Seehafer | Clemilda Fernandes   |
| Contre-la-montre                        | Amber Neben     | Erinne Willock       | Kori Kelley-Seehafer |

### Cyclisme sur piste
| Épreuves                | Or                                                                         | Argent                                                              | Bronze                                                                |
| ----------------------- | -------------------------------------------------------------------------- | ------------------------------------------------------------------- | --------------------------------------------------------------------- |
| Compétitions masculines |                                                                            |                                                                     |                                                                       |
| Kilomètre               | Cam Mackinnon                                                              | Julio César Herrera                                                 | Matt Barlee                                                           |
| Keirin                  | Leandro Bottasso                                                           | Travis Smith                                                        | Ricardo Lynch                                                         |
| Vitesse individuelle    | Stephen Alfred                                                             | Travis Smith                                                        | Giddeon Massie                                                        |
| Vitesse par équipes     | Cuba Julio César Herrera Yasmani Poll Alexis Sotolongo                     | Argentine Darío Grosso Leandro Bottasso Sergio Guatto               | États-Unis Michael Blatchford Giddeon Massie Stephen Alfred           |
| Poursuite individuelle  | Carlos Alzate                                                              | Jairo Pérez                                                         | Zachary Bell                                                          |
| Poursuite par équipes   | Chili Luis Fernando Sepúlveda Enzo Cesario Gonzalo Miranda Antonio Cabrera | Argentine Guillermo Brunetta César Sigura Fernando Antogna Jorge Pi | Venezuela Isaac Cañizáles Tomás Gil Andris Hernández Frederick Segura |
| Course aux points       | Andris Hernández                                                           | Michel Fernández                                                    | Jairo Pérez                                                           |
| Américaine              | Argentine Juan Curuchet Walter Pérez                                       | Chili Enzo Cesario Luis Fernando Sepúlveda                          | Brésil Hernandes Quadri Júnior Mac Donald Fernandes                   |
| Scratch                 | Walter Pérez                                                               | Ángel Darío Colla                                                   | José Aravena                                                          |
| Compétitions féminines  |                                                                            |                                                                     |                                                                       |
| 500 mètres              | Lisandra Guerra                                                            | Angie González                                                      | Diana García                                                          |
| Keirin                  | Lisandra Guerra                                                            | Angie González                                                      | Diana García                                                          |
| Vitesse individuelle    | Diana García                                                               | Lisandra Guerra                                                     | Angie González                                                        |
| Poursuite individuelle  | María Luisa Calle                                                          | Yoanka González                                                     | Yudelmis Domínguez                                                    |
| Course aux points       | Yoanka González                                                            | Cristina Greve                                                      | Mónica Méndez                                                         |
| Scratch                 | Yumari González                                                            | Yoanka González                                                     | Karelia Machado                                                       |

## Déroulement des championnats

### Compétitions sur route

#### 4 juin: les courses en ligne
Les championnats débutent par les deux courses en ligne, sur un parcours dessiné dans le parc écologique de Indaiatuba. Les féminines se disputent le premier titre panaméricain 2006 mis en jeu. La Cubaine Yumari González règle au sprint un petit groupe de quinze, après 87 km de course. L'Américaine Kori Kelley-Seehafer s'empare de l'argent et la Brésilienne Clemilda Fernandes du bronze, à l'issue d'une épreuve disputée à quelque 33 km/h de moyenne.
Les hommes doivent effectuer douze fois le circuit, développant 14,5 km, soit une distance de 174 km. Le Colombien José Serpa y déjoue l'omniprésence des coureurs locaux, à 41 km/h de moyenne. Il termine premier devant cinq Brésiliens. Pour s'emparer du titre panaméricain, il règle ses trois derniers compagnons d'échappée. Breno Sidoti décroche la médaille d'argent, tandis qu'Alex Diniz, troisième de la course, s'octroie deux médailles, le bronze en catégorie Élite et le titre chez les moins de 23 ans. En terminant, six et septième de l'épreuve, le Brésilien Tiago Fiorilli et le Vénézuélien Artur García prennent les deux autres médailles de la catégorie Espoir.

#### 6 juin: lescontre-la-montreindividuels
Deux jours plus tard, à Cabreúva, se disputent les contre-la-montre. L'Américaine Amber Neben remporte le titre. En parcourant la distance de 22,8 km en 31 min 55 s, elle devance la Canadienne Erinne Willock de quarante-neuf secondes et Kori Kelley-Seehafer d'une minute vingt-sept. Pour quatre secondes, cette dernière remporte sa deuxième médaille en deux jours.
Chez les hommes, le vice-champion 2005, le Brésilien Pedro Nicácio remporte le titre, en 42 min 43 s. Sur une distance de 32,5 km, il devance son dauphin et compatriote Magno Nazaret de treize secondes. Ce dernier est, de plus, sacré chez les Espoirs. La médaille de bronze revient au Canadien Eric Wohlberg, qui pour seulement dix-neuf secondes, échoue pour le titre, mais pour dix-sept secondes, prive de podium son coéquipier Svein Tuft. La déception du jour provient de l'Argentin Matías Médici, a priori favori après sa neuvième place aux Mondiaux 2005 et seulement huitième ici. Chez les moins de 23 ans, le Canadien Bradley Fairall et l'Argentin Federico Pagani complètent le podium, mais à plus de deux minutes de Nazaret.

#### Bilan sportif
La sélection du Brésil domine les épreuves sur route avec trois titres sur six possibles et huit médailles sur dix-huit possibles. Cette domination provient surtout des hommes qui totalisent l'intégralité des titres et sept médailles sur les huit obtenues. Chez les femmes, la sélection américaine décroche la moitié des titres et des médailles mis en jeu. 
Sur le plan individuel, six coureurs obtiennent les six titres décernés. Une seule cycliste, Kori Kelley-Seehafer monte sur le podium de deux épreuves.

### Compétitions sur piste

#### 8 juin: première journée de compétitions sur piste
Cinq finales sont au programme. Les deux titres féminins en jeu sont remportés par les Cubaines. Quatre jours après avoir été titrée sur la route, Yumari González remporte la course scratch devant sa compatriote Yoanka González. La Vénézuélienne Karelia Machado complète le podium. Lisandra Guerra décroche son premier titre des championnats, en s'imposant dans le keirin. Lors du sprint final, elle dispose, dans l'ordre, de la Vénézuélienne Angie González et de la Colombienne Diana García, démontrant sa supériorité au niveau continental.
Le champion d'Argentine, Leandro Bottasso décroche le titre du keirin. Il devance le Canadien Travis Smith et le Jamaïcain Ricardo Lynch. Le Mexicain Luis Toussaint doit se contenter de la quatrième place. Dans l'épreuve du kilomètre, le Canadien Cam Mackinnon remporte la médaille d'or. Le Cubain Julio César Herrera et son compatriote Matt Barlee complètent le podium. L'Argentin Sergio Guatto échoue à la quatrième place, pour sept centièmes seulement. En poursuite individuelle, les Colombiens Jairo Pérez et Carlos Alzate, meilleurs temps des séries qualificatives se disputent le titre, qu'obtient ce dernier. Tandis que le Canadien Zachary Bell, troisième temps, bat l'Argentin Fernando Antogna et décroche sa première médaille internationale, avec le bronze.

#### 9 juin: deuxième journée
Trois finales sont au programme. La Colombienne María Luisa Calle obtient un nouveau titre en poursuite individuelle. Elle domine nettement en finale Yoanka González. Alors que la compatriote de cette dernière, Yudelmis Domínguez dispose de l'Américaine Sarah Uhl, pour le bronze.
La poursuite par équipes masculine voit le sacre de la formation chilienne, qui dispose en finale du quartet argentin. En réalisant 4 min 25 s, ils réussissent un temps inférieur de trois secondes, à celui réalisé par Fernando Antogna et ses partenaires. Pour le bronze, la sélection vénézuélienne prend le dessus sur sa voisine colombienne. Dans la course scratch, les trois médaillés de l'année précédente sont encore sur le podium. Mais ici, les Argentins font le doublé. Walter Pérez et Ángel Darío Colla s'entendent pour disposer de la concurrence. Alors que le Chilien José Aravena monte sur la dernière marche.

#### 10 juin: troisième journée
Quatre finales sont au programme, les deux courses aux points et la fin des compétitions de vitesse individuelle. Après deux médailles d'argent, les deux premiers jours, la championne du monde 2004 de la course scratch, Yoanka González décroche la médaille d'or dans l'épreuve de fond. En compagnie de trois compétitrices, elle prend un tour au reste des concurrentes et dispose, dans l'ordre, de l'Argentine Cristina Greve, de la Colombienne Mónica Méndez et de la Chilienne Paulina Fuentealba, éjectée du podium pour un point. Chez les hommes et dans la même épreuve, le Vénézuélien Andris Hernández précède le Cubain Michel Fernández et Jairo Pérez (médaillé d'argent en poursuite individuelle). Hernández et Pérez ont pris trois tours d'avance et Fernández, seulement deux. Le Cubain dépossède de la deuxième place le Colombien, grâce aux points glanés dans les différents sprints. Le tenant du titre, l'Argentin Juan Curuchet échoue à la quatrième place, à trois points seulement du podium, malgré un tour de retard sur Pérez.
Dans les épreuves de vitesse, la tenante du titre, Diana García conserve son bien. Elle dispose de Lisandra Guerra en finale. La médaille de bronze revient à Angie González, qui bat la Chilienne Irene Aravena dans la petite finale. La veille, l'Argentine Zamara Tschieder avait remporté le sprint pour la cinquième place. Chez les hommes, l'Américain Giddeon Massie grimpe sur la troisième marche du podium, en prenant le dessus sur le médaillé de bronze du keirin Ricardo Lynch. Tandis que le Californien Stephen Alfred devient champion panaméricain en s'imposant face à Travis Smith. Cependant, ce résultat est invalidé, huit mois plus tard. Alfred avait été contrôlé positif, lors de la compétition à l'Hormone gonadotrophine chorionique. Il est suspendu huit ans (pour récidive) et tous ses résultats annulés.

#### 11 juin: quatrième et dernière journée de compétitions
Trois titres restent à décerner. Dans l'ultime épreuve féminine des championnats, le 500 mètres, Lisandra Guerra, médaillée de bronze aux derniers Mondiaux, remporte sa deuxième médaille d'or. En étant la seule compétitrice à descendre sous les trente-sept secondes, elle devance, de plus d'une seconde, Angie González et Diana García. Yumari González rate sa troisième médaille de la semaine, pour un dixième.
Les Cubains gagnent une autre médaille d'or, le jour de la clôture, avec le titre en vitesse par équipes masculine. Dans la petite finale, le trio américain dispose des Colombiens et s'octroie la médaille de bronze. Alors que la formation caribéenne conserve son titre, en battant la triplette argentine. Auparavant, la course à l'américaine avait vu les tenants argentins dominer la compétition. Juan Curuchet et Walter Pérez, champions du monde 2004 sont les seuls avec les Chiliens à avoir pris un tour à la concurrence. Pour Luis Fernando Sepúlveda et Enzo Cesario, c'est la deuxième médaille des championnats. Avec un tour de moins, le duo brésilien complète le podium.

#### Bilan sportif
La sélection cubaine domine les épreuves sur piste avec cinq titres et onze médailles en tout. Elle devance la Colombie qui a obtenu trois titres et huit médailles. L'Argentine complète le podium avec trois médailles d'or également mais seulement sept médailles.
Cette domination de Cuba provient essentiellement des féminines qui décrochent quatre titres sur six possibles et huit médailles sur dix-huit. Seules les Colombiennes les empêchent de rafler toutes les médailles d'or. Dans les trois épreuves de vitesse, seules Diana García, Angie González et Lisandra Guerra ont obtenu les médailles mises en jeu. Les sélections féminines de Colombie, de Cuba et du Venezuela s'octroient dix-sept des dix-huit médailles décernées.
Chez les hommes, l'Argentine domine les débats avec trois titres, devançant six autres nations avec un titre chacun. Les quatre épreuves de vitesse voient quatre nations différentes s'imposer. Les Nord-américains, avec sept de leurs huit médailles récoltées, sont plus présents sur ces podiums que dans les épreuves de fond. Lors de ces cinq épreuves, seules quatre nations obtiennent au moins deux médailles avec l'Argentine qui en obtient quatre dont deux titres.
N. B. : Ce bilan ne prend pas en compte la disqualification de Stephen Alfred. (cf. Discussion)

## Tableau des médailles
63 médailles ont été distribuées lors des compétitions. 
| Rang  | Nation     | Or | Argent | Bronze | Total |
| ----- | ---------- | -- | ------ | ------ | ----- |
| 1     | Cuba       | 6  | 5      | 1      | 12    |
| 2     | Colombie   | 4  | 1      | 4      | 9     |
| 3     | Argentine  | 3  | 4      | 1      | 8     |
| 4     | Brésil     | 3  | 3      | 3      | 9     |
| 5     | États-Unis | 2  | 1      | 3      | 6     |
| 6     | Canada     | 1  | 4      | 3      | 8     |
| 7     | Venezuela  | 1  | 2      | 4      | 7     |
| 8     | Chili      | 1  | 1      | 1      | 3     |
| 9     | Jamaïque   | 0  | 0      | 1      | 1     |
| Total | Total      | 21 | 21     | 21     | 63    |

N. B. : Ce tableau ne prend pas en compte la disqualification de Stephen Alfred. (cf. Discussion)

## Bilan sportif général des championnats
Au tableau des médailles, la sélection cubaine, avec six titres et douze médailles, termine en tête des nations.
Avec quatre médailles d'or, la Colombie suit les Caribéens. Elle est, elle-même, talonnée par l'Argentine et le Brésil, avec trois titres. Ces quatre nations comptabilisent seize médailles sur les vingt et un titres possibles. Huit sélections nationales ont obtenu au moins un titre et neuf au moins une médaille.
Cependant au nombre de places qualificatives obtenues pour les prochains Jeux panaméricains, la hiérarchie est sensiblement différente. Ce sont l'Argentine et le Venezuela qui arrivent en tête avec onze tickets décrochés. Ils devancent Cuba avec dix sésames, la Colombie avec neuf puis les Canadiens et les Brésiliens avec sept. 
Sur le plan individuel, seuls trois sportifs ont décroché deux titres. L'Argentin Walter Pérez est accompagné par deux Cubaines Yumari González et Lisandra Guerra. González est la seule à avoir été sacrée sur la route et sur la piste. Guerra, quant à elle, ajoute une médaille d'argent à ses deux titres et termine en tête des bilans individuels. Cependant trois autres pistardes ont également obtenues trois médailles,  Diana García et Yoanka González (avec une médaille d'or chacune) et Angie González (sans titre décroché).
En comptabilisant les médaillés par équipes, 59 compétiteurs furent honorés d'une médaille au moins lors de cette compétition.
N. B. : Ce bilan ne prend pas en compte la disqualification de Stephen Alfred. (cf. Discussion)